# Triewalds malmgård

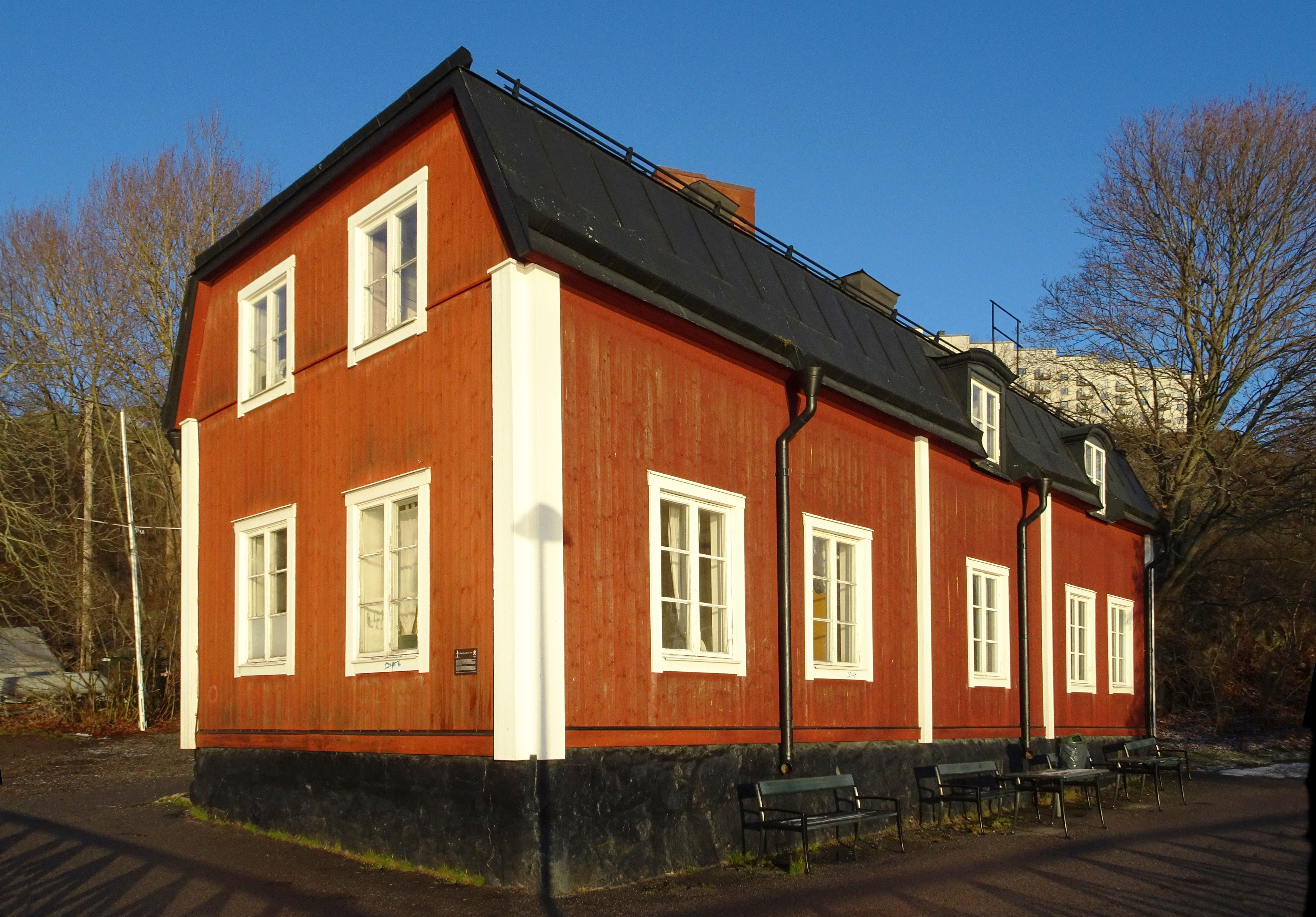
Triewalds malmgård i december 2018.

Triewalds malmgård (andra namn Mariebergs malmgård, Elisabethsberg, Silvieberg) är en malmgård i stadsdelen Marieberg på Kungsholmen i Stockholm, belägen intill Mariebergsfjärden, strax väster om Smedsuddsbadet. Byggnaden är grönmärkt av Stadsmuseet i Stockholm vilket innebär ”särskilt värdefull från historisk, kulturhistorisk, miljömässig eller konstnärlig synpunkt”.

## Historik

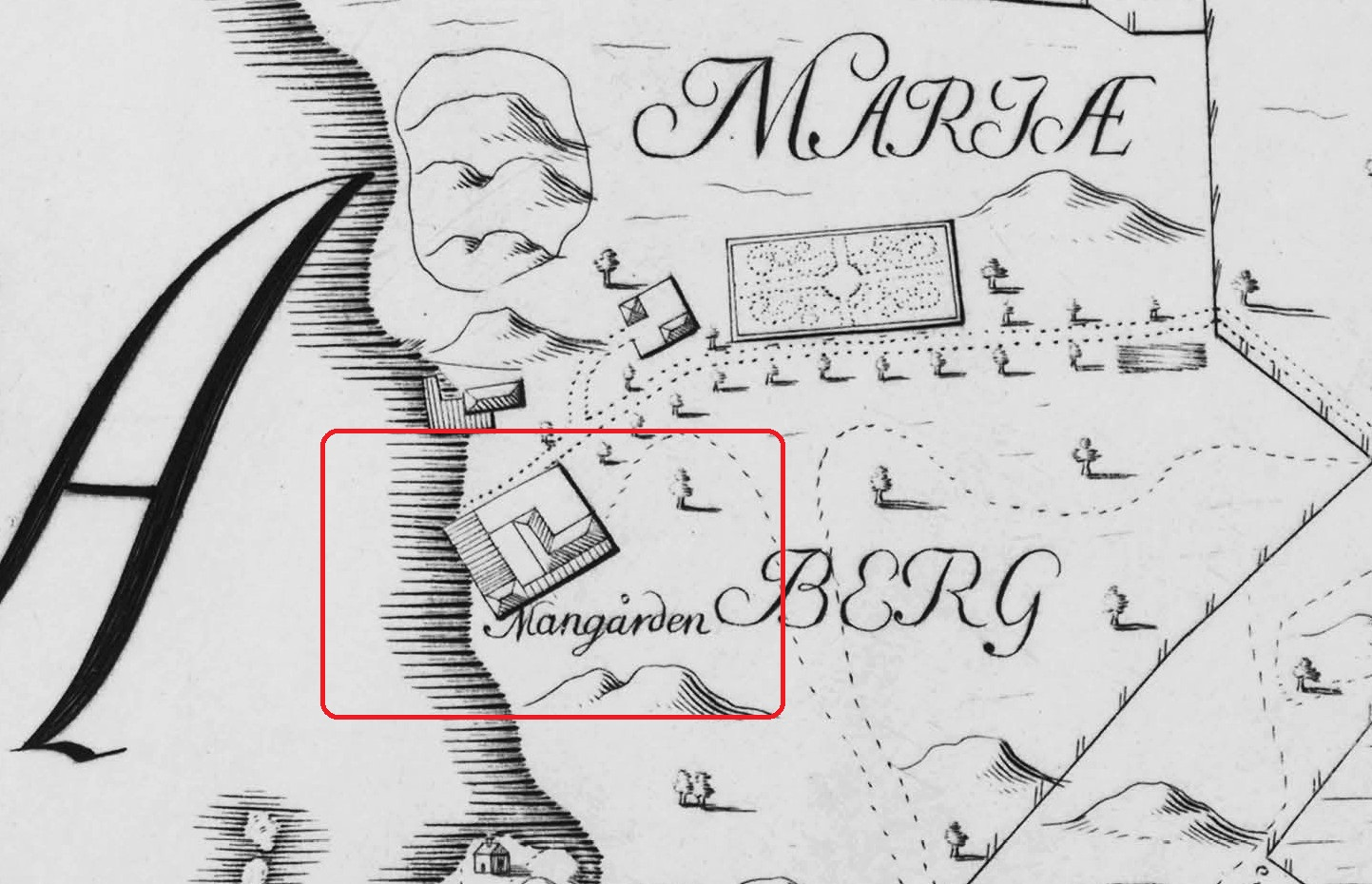
Petrus Tillaeus karta från 1733 visande Mariebergs "Mangården"
(norr är till höger).

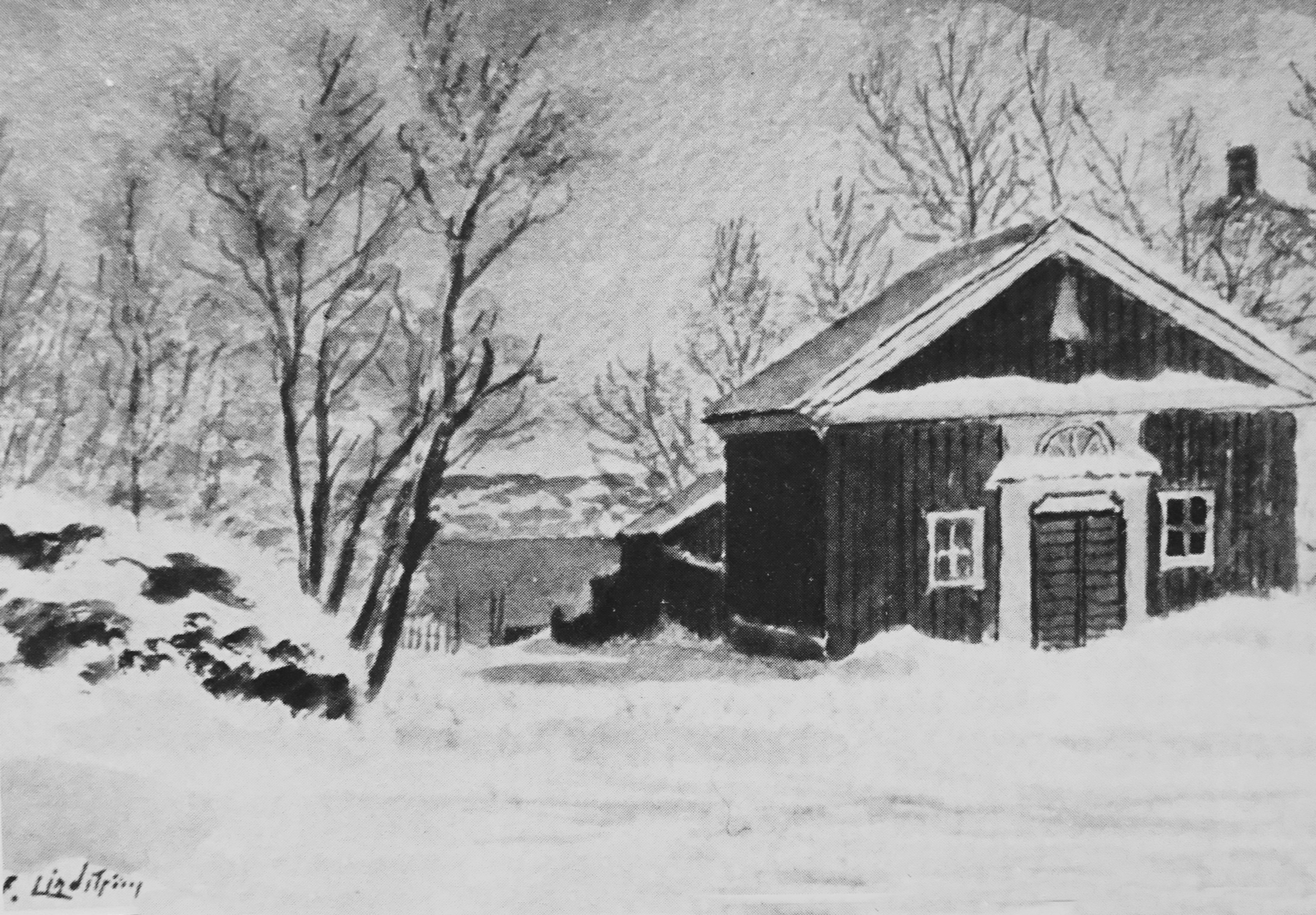
Gårdens grindstuga fanns kvar fram till början av 1900-talet.

Området ägdes 1648 av borgmästaren Johan Westerman (adlad Liljecrantz eller Lilliecrantz). År 1663 övertogs egendomen av riksrådet Bengt Skytte från Liljecantz' änka.  Myntinspektören Anders Biörn skrev 1689 i sin “Relation om Kungsholmen” att neder vid siön (Riddarfjärden) emellan bergen lät (Bernt Skytte) uppsätta åthskillige byggnader och wåhningshuus. Området och den där uppförda malmgården fick namnet Marieberg efter Skyttes dotter Maria, maka till riksstallmästaren Gustaf Adam Banér.
Efter Skytte övertogs gården 1664 av svärsonen Gustaf Adam Banér och efter honom inflyttade kommissarien William Smitt med hustru Dorotea von der Wettring. Sedan köpte riksrådet greve Carl Gyllenstierna gården och hade den till sin död 1723 då den ärvdes av hans hustru Anna Maria Soop. Det var möjligtvis även hon som står bakom namnet Marieberg. Namnet Marieberg påträffas i skrift första gången 1715. På Petrus Tillaeus karta från 1733 betecknas huvudbyggnaden vid Mälarens strand för Mangården som är troligen identisk med Triewalds malmgård.
På 1700-talet var ägarbyten många, men år 1739 köptes gården av uppfinnaren och konstruktören Mårten Triewald för 10 500 daler kopparmynt, då hörde förmodligen flera byggnader till fastigheten som var cirka 195 190 m² stor. Triewalds namn bär egendomen fortfarande idag, trots att han själv kallade stället Elisabethsberg efter sin hustru. Han ägde gården bara i åtta år, till sin död 1747. Då bytte gården både ägare och namn, när franske ambassadören Mondamair övertog egendomen och kallade den Silvieberg. 
I oktober 1758 inköptes egendomen av riksrådet Carl Fredrik Scheffer för hovtandläkaren Johan Ehrenreichs räkning, som där startade Mariebergs porslinsfabrik två år senare. I samband med det byggdes flera nya hus i området och en del porslinsplattor för kakelugnar, så kallade "Mariebergare", tillverkades.
Mellan 1818 och 1958 hade militären området och efter deras flytt var Triewalds malmgård mycket sliten. Under tusentals fritidstimmar rustades sedan gården av sjöscoutkåren S:t Göran och dess föräldraförening; då hade till och med ett träd hunnit växa upp genom golvet.

## Bilder

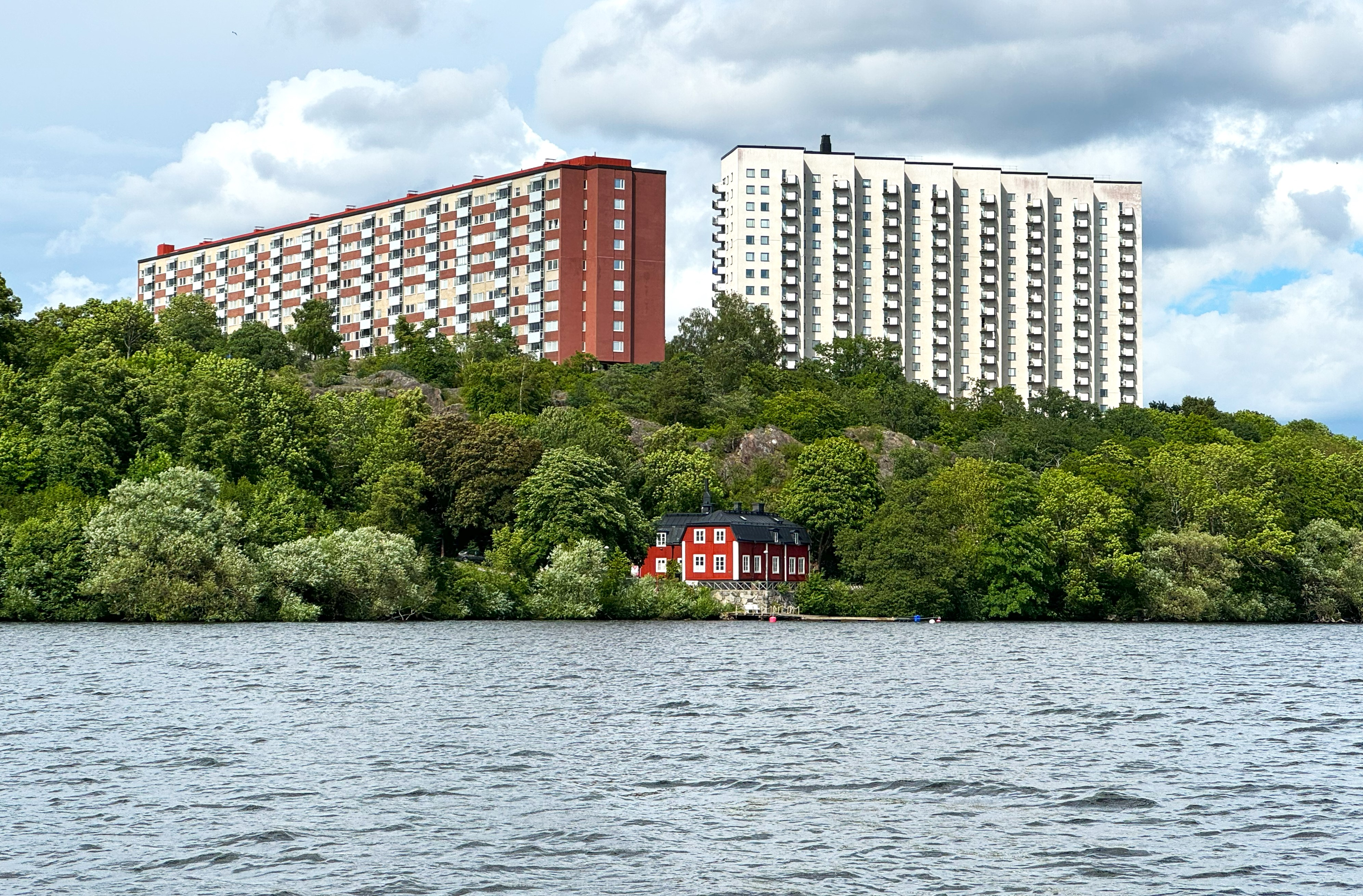
Triewalds malmgård vid Mälarens strand.
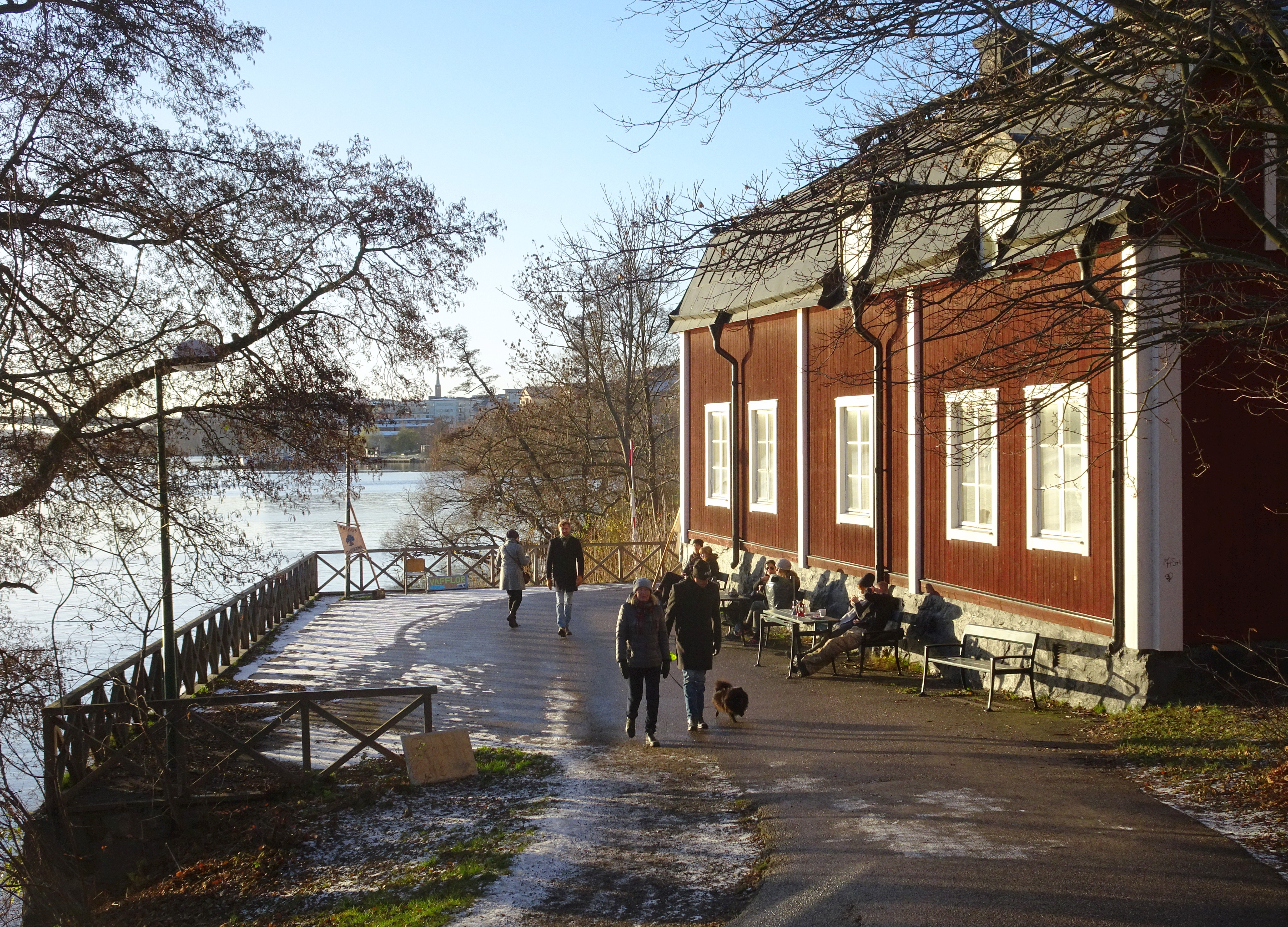
Triewalds malmgård, från sydost.
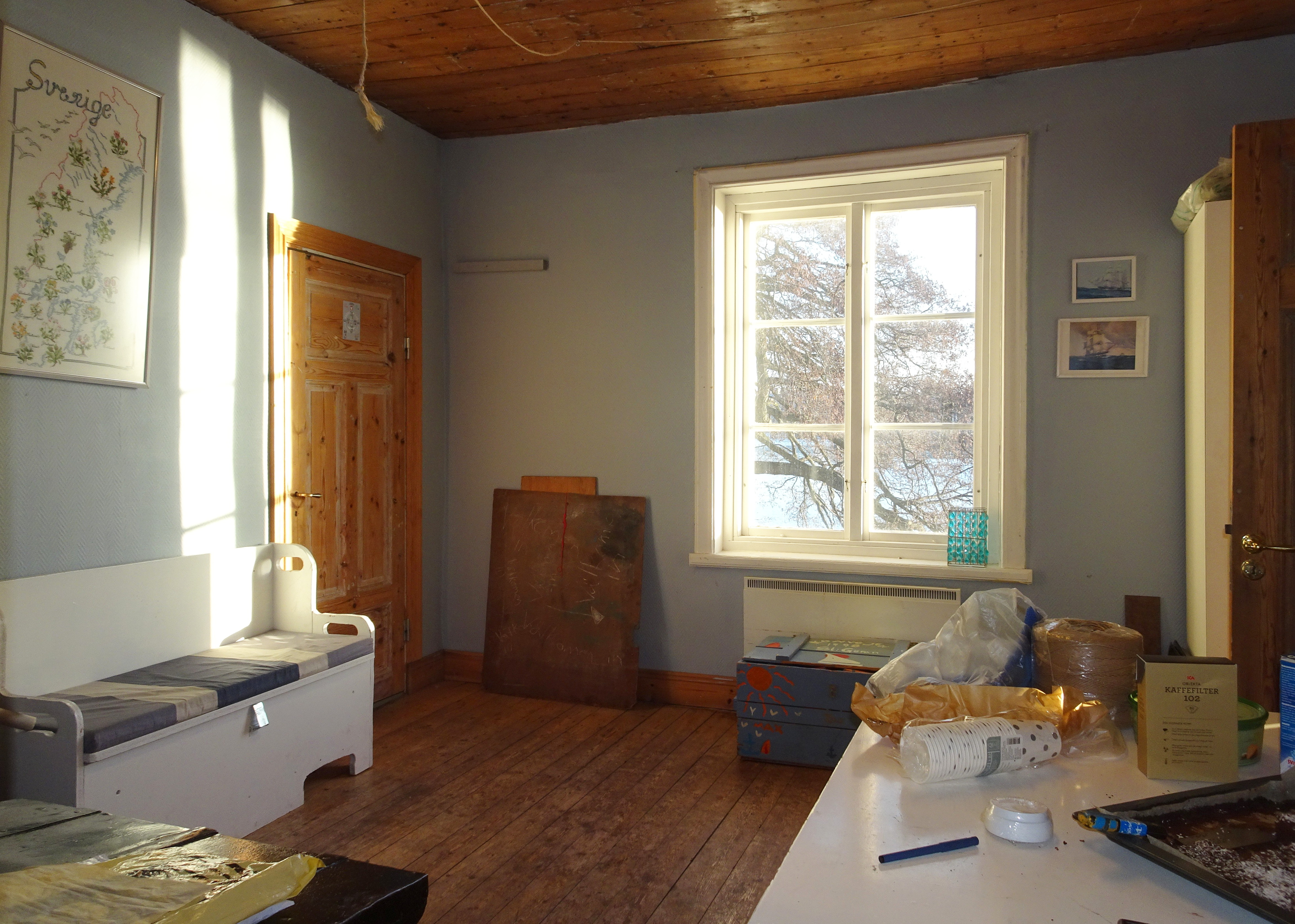
Interiör.
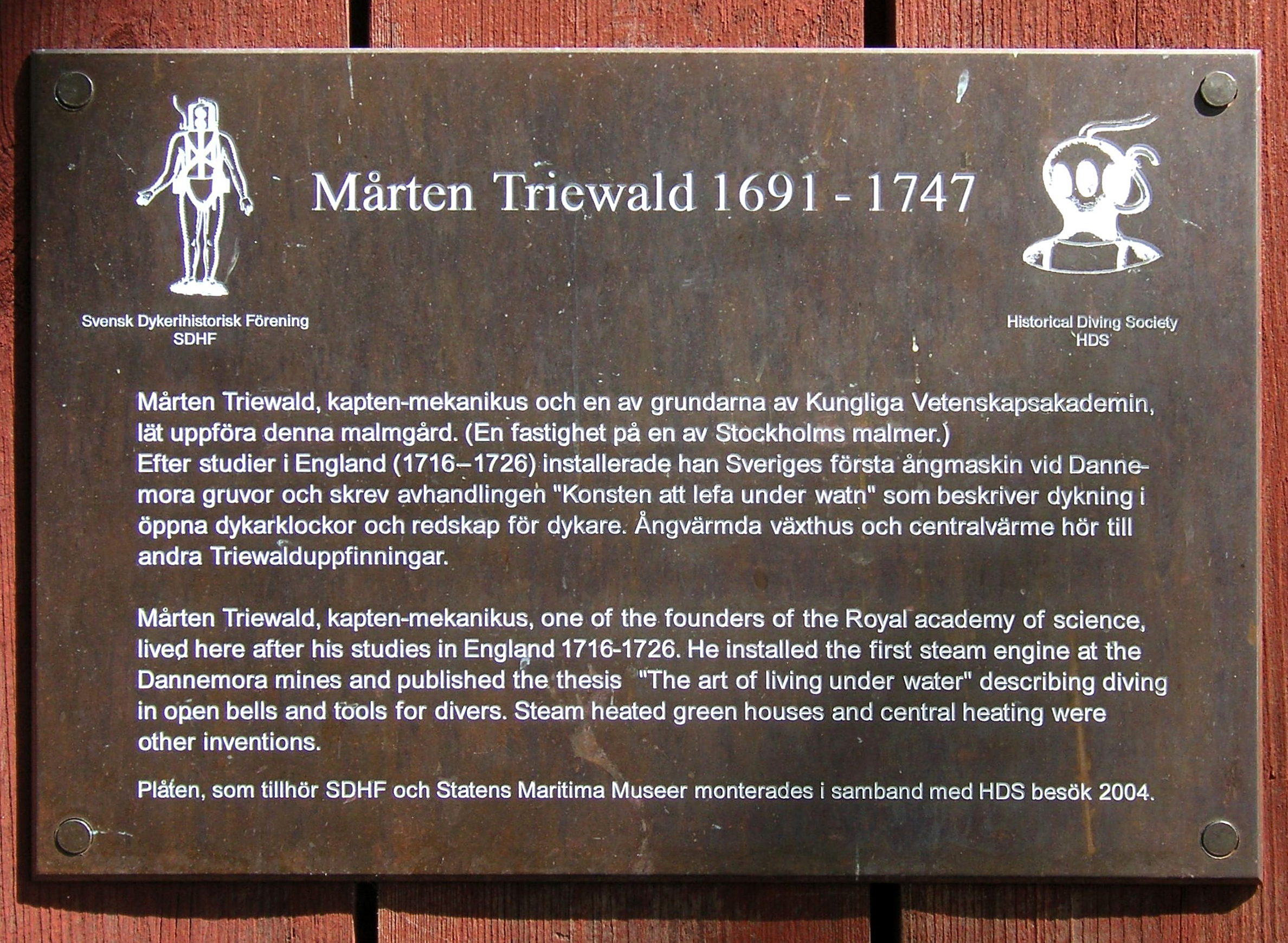
Infotavla.
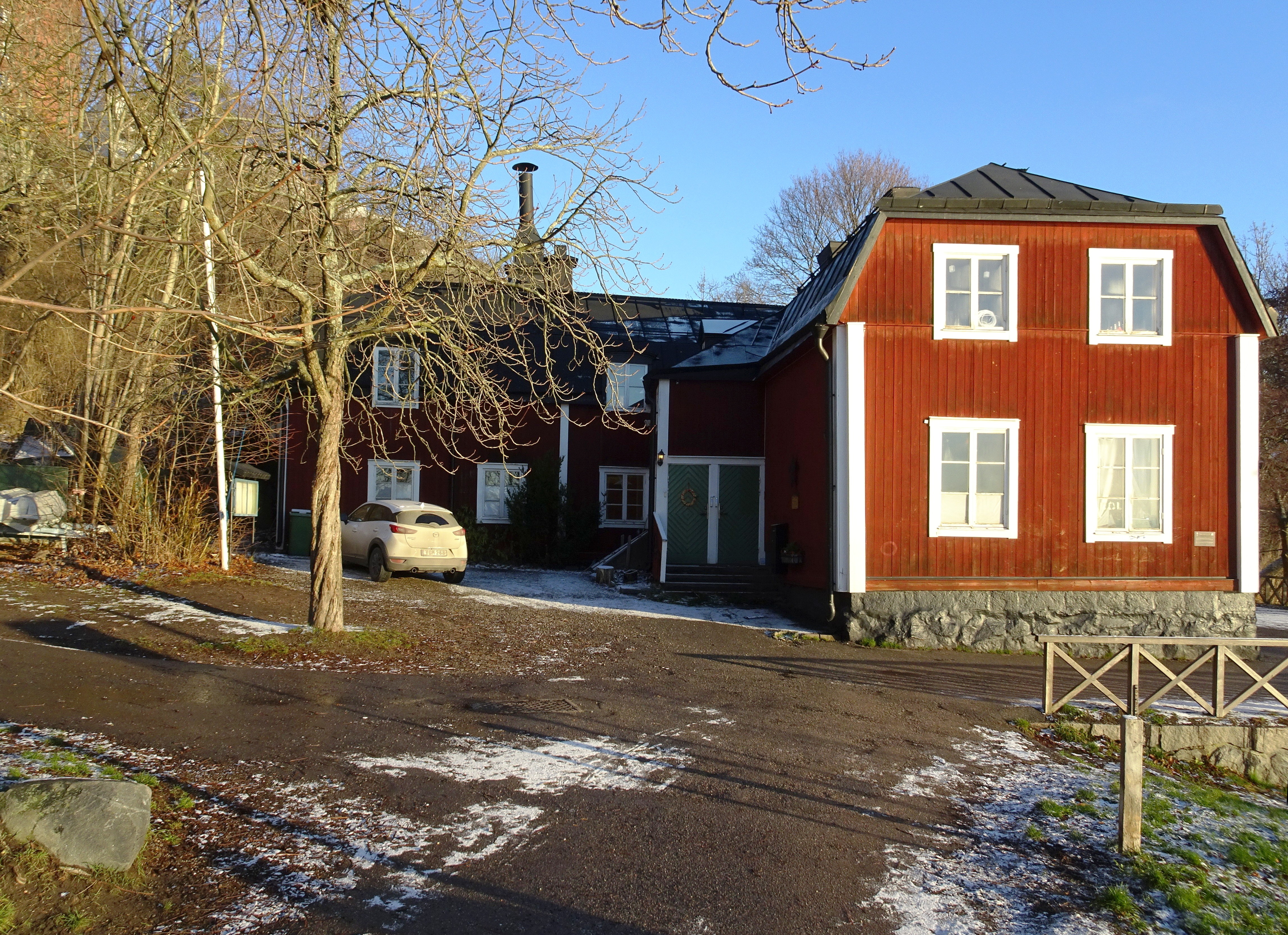
Triewalds malmgård, från nordväst.